# Leioproctus carinatus
Leioproctus carinatus är en biart som först beskrevs av Smith 1853.  Leioproctus carinatus ingår i släktet Leioproctus och familjen korttungebin. Inga underarter finns listade i Catalogue of Life.

## Bildgalleri

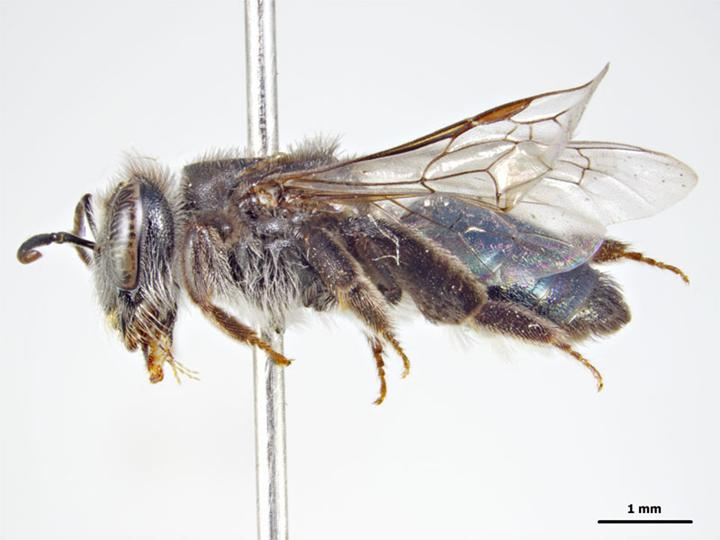